# Sassacus helenicus
Sassacus helenicus is een spinnensoort in de taxonomische indeling van de springspinnen (Salticidae).
Het dier behoort tot het geslacht Sassacus. De wetenschappelijke naam van de soort werd voor het eerst geldig gepubliceerd in 1943 door Cândido Firmino de Mello-Leitão.